# Josef Zoser
Josef Zoser (* 8. února 1949 Jiřetín pod Jedlovou) je český politik, v letech 2002 až 2008 senátor za volební obvod č. 33 – Děčín, v letech 2012 až 2016 zastupitel Ústeckého kraje, v letech 1990 až 2015 a znovu od roku 2022 starosta obce Jiřetín pod Jedlovou, člen Místního hnutí nezávislých za harmonický rozvoj obcí a měst.

## Život
V letech 1964 až 1968 vystudoval Střední průmyslovou školu strojní ve Varnsdorfu, později v letech 1980 až 1982 absolvoval nástavbové studium průmyslové energetiky na Vysoké škole strojní a textilní v Liberci. Od roku 1968 až do roku 1990 pracoval jako energetik ve Velvetě Varnsdorf.
V letech 1980 až 1992 byl předsedou TJ Slovan Jiřetín pod Jedlovou. Mezi roky 1999 a 2002 předsedal Svazku obcí Tolštejn, v letech 2000 až 2002 byl i místopředsedou Euroregionu Nisa.
Angažoval se také jako místopředseda Spolku pro obnovu venkova ČR (2002 až 2004) a člen správní rady obecně prospěšné společnosti Agentura rozvoje Tolštejnského panství (2003 až 2006). Od roku 2006 předsedá Hospodářské a sociální radě okresu Děčín a od roku 2011 působí i jako předseda Sdružení pro rozvoj Šluknovska.
Josef Zoser je ženatý. S manželkou Hanou má dvě děti, syna Josefa a dceru Markétu.

## Politické působení

### Komunální politika
Od roku 1998 je členem Místního hnutí nezávislých za harmonický rozvoj obcí a měst (zkratka MHNHRM), které do dubna 2022 používalo zktratku HNHRM. Od 17. března 2022 zastává rovněž post místopředsedy hnutí.
V komunálních volbách v roce 1990 byl zvolen zastupitelem obce Jiřetín pod Jedlovou na Děčínsku a následně i starostou. Mandát zastupitele i starosty obce pak obhájil v komunálních volbách v letech 1994 (nezávislý kandidát), 1998 (člen HNHRM), 2002, 2006, 2010 a 2014. Ke konci roku 2015 rezignoval na post starosty obce. V komunálních volbách v roce 2018 znovu obhájil mandát zastupitele obce jako lídr kandidátky HNHRM. V komunálních volbách v roce 2022 kandidoval do jiřetínského zastupitelstva jako lídr kandidátky MHNHRM. Mandát zastupitele obce obhájil, stal se rovněž starostou obce. 

### Kandidatura do Senátu
Ve volbách do Senátu PČR v roce 2002 kandidoval za HNHRM v obvodu č. 33 – Děčín. Postoupil do druhého kola a v něm porazil v poměru hlasů 59,15 % : 40,84 % kandidátku ČSSD Annu Briestenskou. Od roku 2004 předsedal senátnímu klubu SNK.
Ve volbách do Senátu PČR v roce 2008 se pokoušel svůj mandát obhájit, ale se ziskem 21,32 % hlasů skončil na 3. místě a nepostoupil ani do druhého kola.
Ve volbách do Senátu PČR v roce 2014 kandidoval za "Hnutí PRO! kraj" v obvodu č. 33 – Děčín a pokusil se tak o návrat do horní parlamentní komory. Jeho kandidaturu podporovaly subjekty HNHRM, SZ, KDU-ČSL a B10.cz. Se ziskem 10,28 % hlasů skončil na 4. místě a nepostoupil tak ani do druhého kola.

### Krajské volby
V krajských volbách v roce 2012 kandidoval jako člen HNHRM na kandidátce subjektu "Hnutí PRO! kraj" (koalice SZ, HNHRM a KDU-ČSL) do Zastupitelstva Ústeckého kraje a uspěl. Od podzimu 2012 byl členem Výboru Regionální rady ROP Severozápad NUTS II.
Ve volbách v roce 2016 se pokoušel mandát krajského zastupitele obhájit jako člen HNHRM za subjekt "JsmePRO! Kraj 2016" (tj. JsmePRO!, KDU-ČSL a HNHRM), ale neuspěl.